# コルモラン (ミサイル)
コルモラン（ドイツ語: Kormoran）は、西ドイツで開発された空対艦ミサイル。形式番号はAS.34。

## 来歴
1962年より、メッサーシュミット・ベルコウ・ブローム（MBB）社において研究開発が着手され、その後フランスのノール・アビアシオン（後のアエロスパシアル）社も参画した。最初の試射は1967年に行われ、1974年に実戦配備が承認された。最初の量産弾は、1977年12月にドイツ連邦海軍に引き渡された。
また1983年には、射程延伸や弾頭大型化などを図った発展型としてコルモラン2の開発が開始され、1991年1月には配備可能と宣言、1996年より就役した。

## 設計

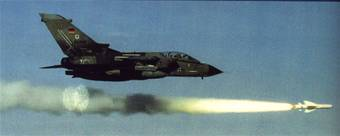
トーネードIDSからの発射シーン

ミサイルの誘導方式は、中間航程では慣性誘導、終末航程ではアクティブ・レーダー・ホーミング（ARH）方式とされている。射撃モードは、ミサイルのシーカーにより目標を捕捉・追尾する「レーダー追尾」（lock-on）、母機のレーダーによって目標を捕捉・追尾する「レーダー捕捉」（acquisition）、および「目視」の3つがある。レーダーは優れた電子防護性を備えている。
弾頭重量は160キログラム、炸薬量は55キログラムである。ペイロードは16個の底浅な自己鍛造弾（P-charges）から構成されており、それぞれ70〜90ミリメートルの装甲を貫徹できた。またコルモラン2では、弾頭重量は99.8 kgに強化されている。
本ミサイルは、低空飛行中の攻撃機であっても、短時間ポップ・アップするだけで発射可能なように設計されていた。攻撃中にマッハ0.6から0.95を維持できて、目標を探知するレーダーと自動航法装置を備える攻撃機であれば搭載可能とされているが、運用のためにはPHI（position and homing indicator）および発射機構を備える必要があった。

## 配備
本ミサイルは、洋上航空阻止任務におけるトーネード IDSの主兵装として、ドイツ海軍航空隊やイタリア空軍で運用されていた。またドイツ海軍航空隊では、F-104Gにも搭載された。運用は2012年までに終了した。